# Пошукове конструювання
Пошукове конструювання технічної системи — творче конструювання, що містить чотири характерних етапи, кожен з яких вимагає застосування певної системи методів:
- I етап — зовнішнє проектування, застосування методу формулювання узагальненого критерію якості К на підставі кваліметрії й визначення сукупності обмежень;
- II етап — синтез знакової моделі (принципової схеми) з прийнятими умовними знаковими позначеннями, застосування методу синтезу на основі математичного програмування на компьютері, яке зводиться у більшості випадків до пошуку глобального екстремуму багаторозмірної цільової функції (найбільш корисно на сітці коду Грея);
- III етап — синтез вибраної моделі (конструктивної схеми), застосу-ванням еврістичного методу синтезу без чіткої формалізації процедур синтезу;
- IV етап — перевірка виконання деяких умов функціювання технічних систем, застосуванням методу аналізу додаткових властивостей, оскільки може виявитися, що деякий з показників якості не був врахований на II і III етапах.

При позитивних результатах перевірки проектування технічної системи вважається економічним і переходять до розроблення документації (робочих креслень).
Пошукове конструювання може бути машинним і безмашинним. Безмашине пошукове конструювання верстата на рівнях пошуку технічних ідей і структур. Пошук нової технічної ідеї створення верстата або іншої технологічної машини для обробки заданої номенклатури деталей може зводитись до пошуку нових технологічних принципів або способів формоутворення.